# Watchtower
Watchtower est un groupe américain de metal progressif, aussi associé thrash metal, originaire d'Austin, au Texas. L'album Control and Resistance obtient des critiques excellentes. Ainsi, il est nommé dans le Top Ten Shred Albums of the 80's au magazine Guitar World. Des personnalités telles que Chuck Schuldiner et Mike Portnoy sont souvent photographiées portant des t-Shirts de Watchtower. Ce fut aussi le cas de Lars Ulrich lors de la présentation de son album ...And Justice for All. En 1990 et 1991, Watchtower se produit sur diverses scènes d'Europe et y reçoit, notamment en Allemagne, un excellent accueil.
En 2010, Watchtower sort le titre The Size of Matter au format numérique. il est suivi en 2015 par trois titres supplémentaires. Ils sont compilés sur le EP Concepts of Math: Book One publié en 2016.

## Histoire

### Débuts (1982–1989)
Watchtower est formé en 1982 à Austin, au Texas. Le quatuor fait ses débuts en 1983 avec une première version de leur chanson Meltdown, qui est incluse dans la compilation Cottage Cheese from the Lips of Death - A Texas Hardcore Compilation. Elle suit d'un premier album studio, Energetic Disassembly, publié en 1985 au propre label du groupe, Zombo Records. Energetic Disassembly est considéré comme une pierre à l'édifice du metal progressif.
À la fin de 1986, le guitariste et membre fondateur, Billy White, quitte le groupe pour poursuivre d'autres facettes de la musique. Il forme le groupe Khymera avec le batteur de Juggernaut, Bobby Jarzombek, et l'ancien bassiste de Karion, Pete Perez, avant de se joindre au chanteur Don Dokken pour son album Up from the Ashes en 1990. Avec un avenir incertain concernant Watchtower, Doug Keyser auditionne pour Metallica après la mort du bassiste Cliff Burton. Jason McMaster, lui, est contacté par Pantera qui est à la recherche d'un nouveau chanteur.

### Séparation (1990–1998)
Au printemps 1990, Watchtower entreprend sa première et unique tournée en Europe avec ses compères du label Noise Records, Coroner. De retour aux États-Unis, le groupe joue quelques concerts sur la côte ouest, mais perd peu après Tecchio. Chercher un remplaçant s'avère difficile pour le groupe car beaucoup de musiciens se portaient candidats comme Scott Jeffries (Confessor).

### Réunion avec Jason McMaster (1999–2010)
En 1999, les membres originels de Watchtower, McMaster, Keyser et Colaluca se réunissent avec Jarzombek, pour enregistrer une reprise de la chanson Run If You Can d'Accept pour la compilation A Tribute to Accept - Vol. 1 publiée par le label Nuclear Blast. En 2000, Watchtower joue au festival Bang Your Head en Allemagne, puis joue en soutien à Dream Theater à Houston et Dallas. Le groupe se décide aussi à s'occuper de l'album Mathematics.
En 2002, Monster Records édite Demonstrations in Chaos, un album qui comprend d'anciennes chansons, de démos, de chansons inédites, comme presque toutes les chansons originales de Energetic Disassembly et les démos de 1987 avec Ron Jarzombek qui obtiendra un contrat pour le groupe chez Noise Records. Watchtower revient en Europe en 2004 pour le Headway Festival d'Amstelveen, aux Pays-Bas. Cette même année, Ron Jarzombek publie le deuxième album de Spastic Ink, Ink Compatible. À la fin de 2004, Monster Records,, désormais Monster Underground, réédite Energetic Disassembly en CD. 
Au printemps 2009, Watchtower est confirmé pour la 3e édition du festival Keep It True, organisé pour avril 2010. Le magazine Decibel cite Watchtower en janvier 2010.

### Pauses et nouvelles sorties (depuis 2010)
Le 9 avril 2010, Watchtower publie un mix de The Size of Matter, venant de leur quatrième album Mathematics.
Le 11 octobre 2015, Watchtower publie trois nouvelles chansons issues de Mathematics, : M-Theory Overture, Arguments Against Design et Technology Inaction, individuellement sur iTunes et CD Baby. Ils se réunissent avec Tecchio pour l'enregistrement de ces chansons. Prosthetic Records publie le nouvel EP de Watchtower, Concepts of Math: Book One le 7 octobre 2016.

## Membres

### Membres actuels
- Ron Jarzombek - guitare (1987-1990, depuis 1999)
- Doug Keyser - basse (1982-1990, depuis 1999)
- Rick Colaluca - batterie (1982-1990, depuis 1999)
- Jason McMaster - chant (1982-1988, 1999-2009, depuis 2022)

### Anciens membres
- Scott Jeffreys - chant (1990-1990)
- Mike Soliz - chant (1988-1989)
- Billy White - guitare (1982-1986)
- Travis Allen - chant (1982-1982)
- Alan Tecchio - chant (1989-1990, 2010-2010, 2015-2016)

## Discographie

### Albums studio
- 1986 : Energetic Disassembly
- 1989 : Control and Resistance
- 2002 : Demonstrations in Chaos (démos et inédits)

### EP et singles
- 2010 :  The Size of Matter (single)
- 2015 : Arguments Against Design (single)
- 2015 : M-Theory Overture (single)
- 2015 : Technology Inaction (single)
- 2016 : Concepts of Math: Book One (titres précédemment publiés au format numérique en 2010 et 2015) (EP)

### Album live
- 2000 : Live!!